# Tama Chullpa
Tama Chullpa es un yacimiento arqueológico y una necrópolis de Bolivia, ubicada en la región del Altiplano, cerca a la comunidad de Culli Culli Alto. Está compuesto de torres funerarias, conocidas como chullpas, donde fueron enterrados los difuntos, y cuya construcción se le atribuye a la cultura preincaica Pacajes del periodo Intermedio Tardío. Debido a la gran cantidad de chullpas, 47 de pie y 150 colapsadas, Tama Chullpa es considerado la necrópolis monumental más imponente y mejor conservada del Altiplano central boliviano. Administrativamente se encuentra en el municipio de Sica Sica de la provincia de Aroma en el departamento de La Paz.
Los chullpas de Tama Chullpa fueron construidos con adobes prehispánicos de barro y paja, con una aplicación de un complejo sistema de trabas durante el proceso de construcción. La parte exterior de las chullpas fueron decoradas con adobes de colores.

## Toponimia
Anteriormente, las chullpas se identificaron con el nombre de la comunidad cercana, por lo que se las denominaba Chullpas de Culli Culli. Sin embargo, la docente de la Universidad Mayor de San Andrés (UMSA), María de los Ángeles Heredia, señaló en un artículo publicado en 1993 que el nombre habría sido revelado como "Dama Chullpa", del cual "Tama Chullpa" habría sido la pronunciación correcta. "Tama" significa en el idioma aymara "conjunto de animales, personas o cosas", mientras que "chullpa" es el nombre propio de las torres funerarias precolombinas.

## Historia
La región donde se encuentra Tama Chullpa ha sido habitada por culturas como la Chiripa, desarrollada entre los años 1800 a. C. y 100 d. C., así como la cultura Khonkho Wankane, entre el 100 y 400 d. C. Posteriormente, la región andina fue dominada por la cultura tiahuanaco entre el 400 y el 1000 d. C., para luego dar paso a los Reinos aimaras en el periodo Intermedio Tardío.
Las primeras descripciones de Tama Chullpa datan del año 1947, cuando el arqueólogo austríaco Leo Pucher de Kroll publicó el artículo "Donde Duerme el Hijo del Sol" en un periódico argentino, en el que explicó que las chullpas contienen en su interior los restos de incas muertos en las batallas libradas por su expansión. Así mismo, el etnógrafo alemán Hermann Trimborn describió en 1958 las chullpas de la exhacienda Kulli Kulli. Luego, en el año 2000, los hermanos Ruden y Víctor Plaza documentaron la distribución de las chullpas y el estado de conservación de las mismas. En 2016 se impulsó un proyecto de conservación de Tama Chullpa, firmado por el Ministerio de Culturas y Turismo y la Embaja Suiza en Bolivia. En 2017 se presentó el libro "Conservando el legado de Tama Chullpa", que consiste en una investigación elaborada con el apoyo de la cooperación suiza SOLIDAR y un equipo de expertos bolivianos e internacionales, entre los cuales está Irene Delaveris y Víctor Plaza Martínez.

## Hallazgos
En el sitio de Tama Chullpa se han encontrado restos óseos humanos, líticos y cerámicos. Los fragmentos cerámicos analizados dieron a conocer que pertenecen en un 74% al estilo Pacajes, seguido de Inka-Pacajes con un 4%.